# Дзвінкова криниця
«Дзвінкова криниця» — стародавнє джерело, розташоване поблизу колишнього Києво-Межигірського монастиря — основного монастиря Запорозького козацтва, гідрологічна пам'ятка природи місцевого значення. 

## Опис
Гідрологічна пам’ятка розташовується на території Старопетрівського лісництва ДП «Київська лісова науково-дослідна станція» –
квартал 163 виділ 12, в адміністративних межах Новопетрівської сільської ради Вишгородського району та займає площу 2,5 га. 
Об’єкт оголошено рішенням тринадцятої сесії Київської обласної ради двадцять третього скликання від 5 жовтня 2000 року № 231-12 ХХІІІ.

## Історія та сьогодення
Нині — у Межигірському урочищі, в селі Нові Петрівці, що неподалік (за 8 км) від Києва (Вишгородський район Київська область). За легендою, ченці Києво-Межигірського монастиря, пізніше підірваного більшовиками, на місці джерела побудували каплицю із встановленими дзвіночками — коли вода сильним струменем вдаряла по них, то лунав мелодійний дзвін, звідки й пішла назва криниці.
У 1934 році Києво-Межигірський Преображенський монастир був сфотографований і підірваний за рішенням політбюро КПРС. Зберегти удалося лише джерело «Дзвінкову криницю», що славиться смаком, і цілющими властивостями води.
У 1998 р. до 155-річчя перебування Т. Г. Шевченка у Межигір'ї «Дзвінкова криниця» відреставрована громадою села Нові Петрівці. Сама територія Межигірського монастиря наразі недоступна пересічному громадянинові через розташування на ній урядового маєтку. Однак джерело «Дзвінкова криниця» відвідують нині тисячі туристів.

## Дзвінкова криниця в мистецтві
Тарас Шевченко згадував «Дзвінкову криницю» у поемі «Чернець» та зображав на своїх малюнках.

| :«…:Іде чернець дзвонковую У яр воду пити Та згадує, як то тяжко Було жити в світі…»[1] |

## Галерея

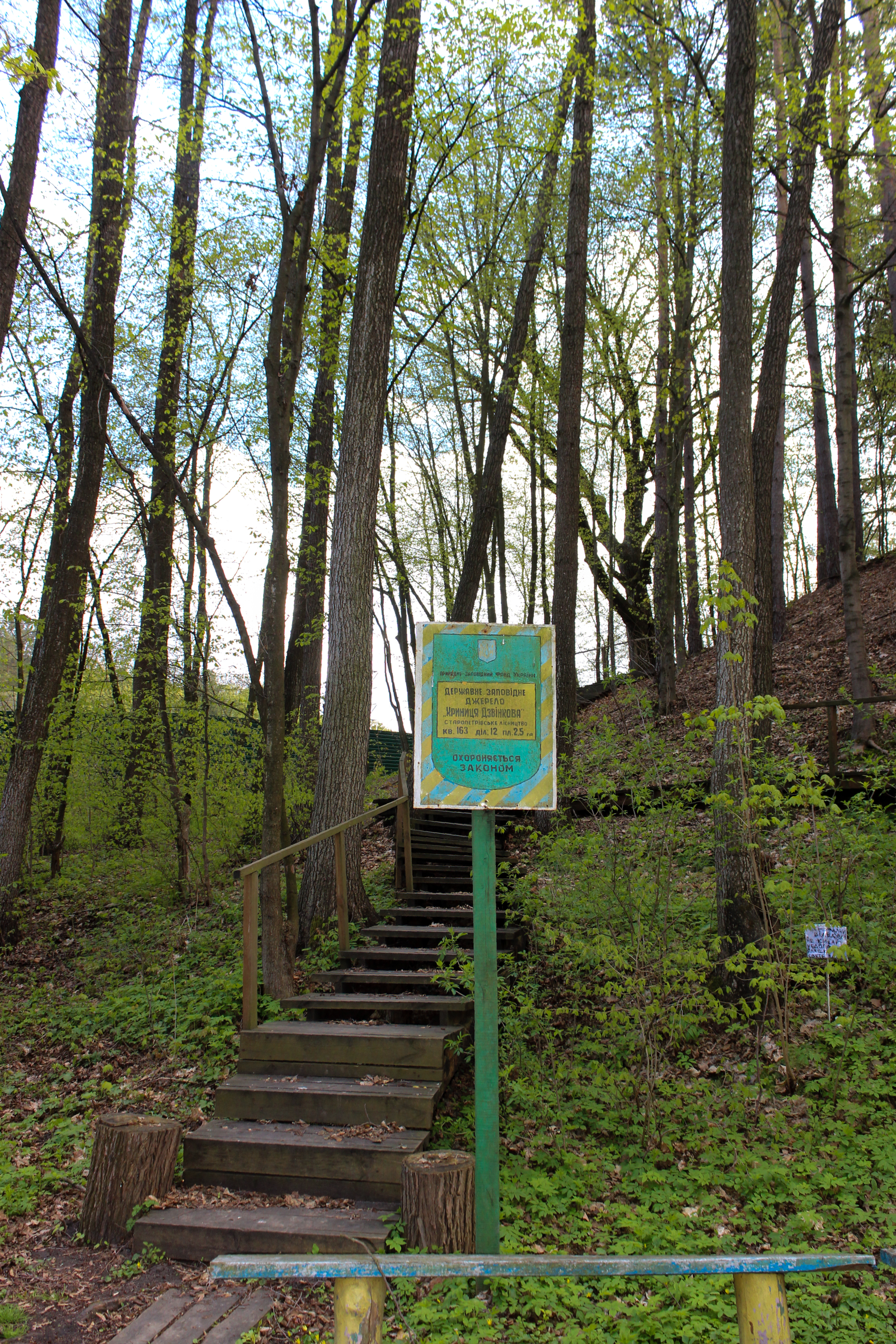
Табличка
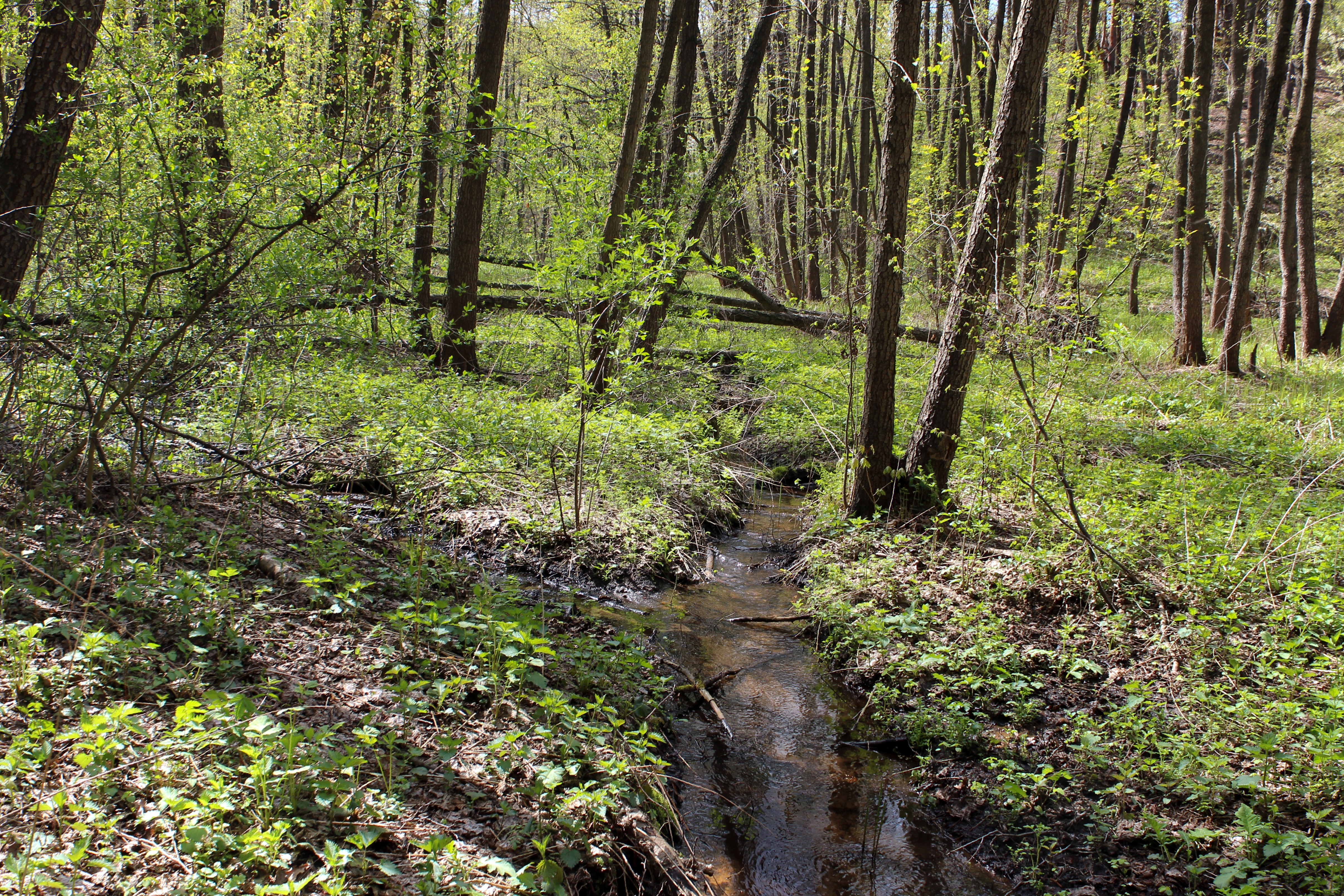
Долина ручаю
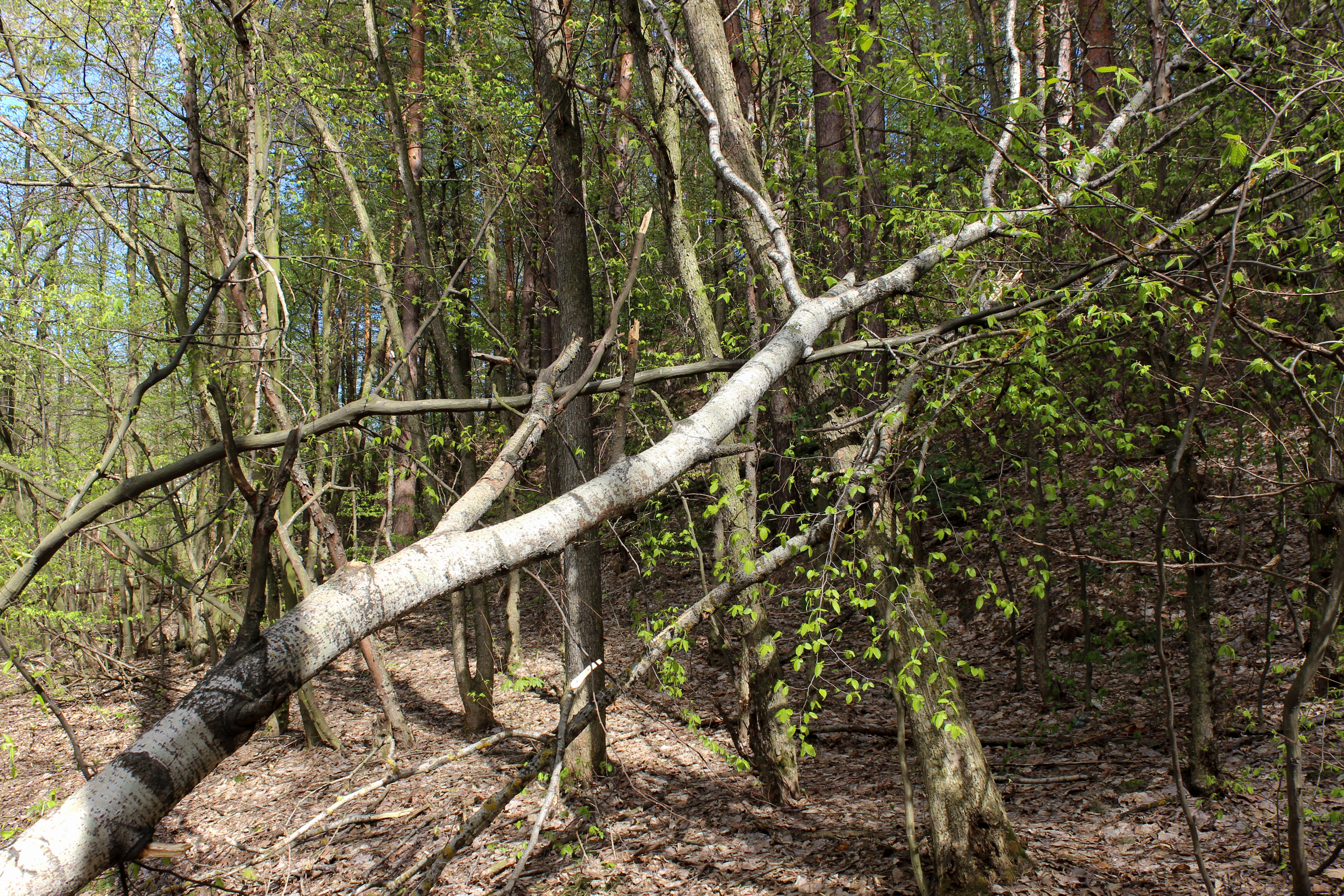
Вітровал
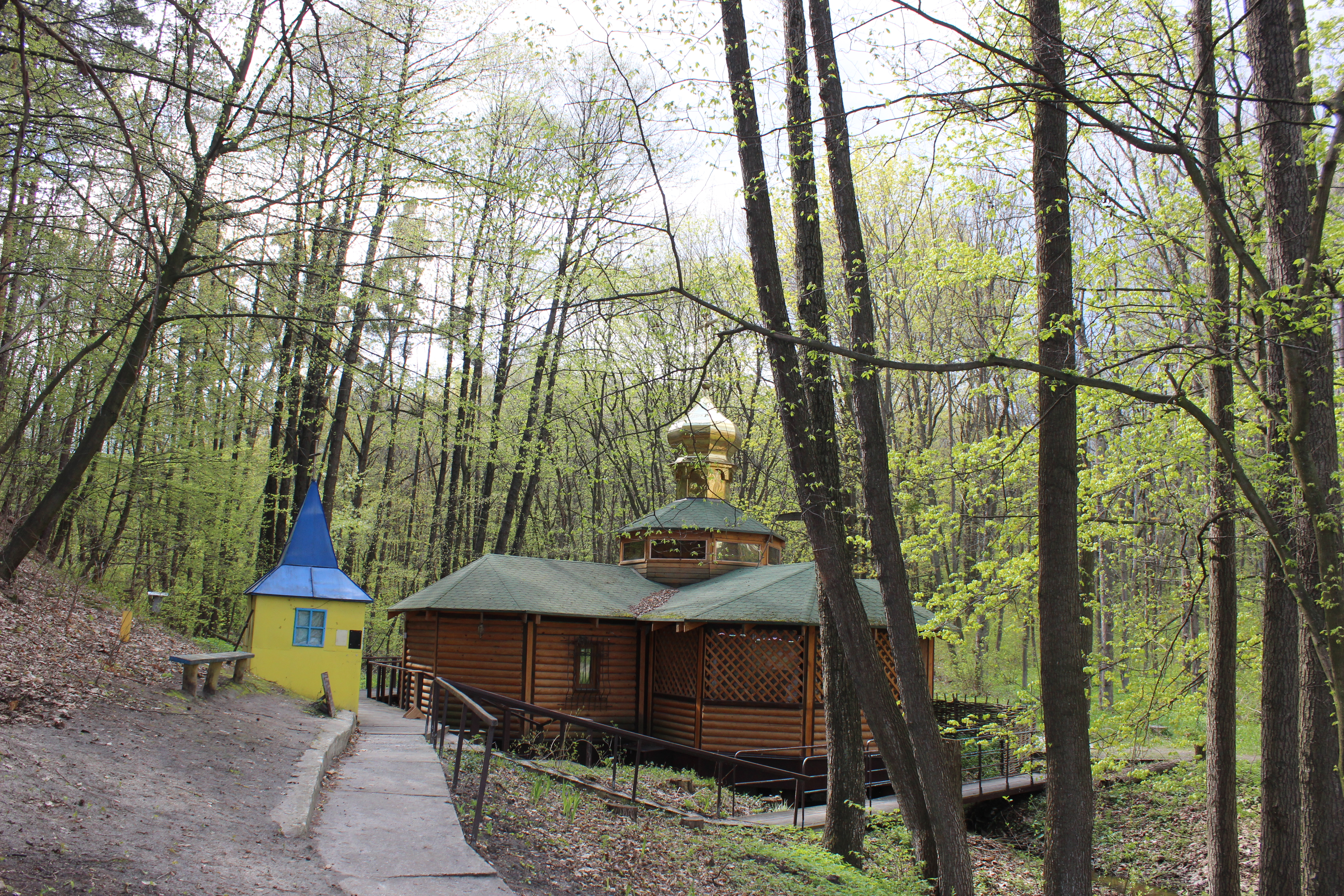
Церква
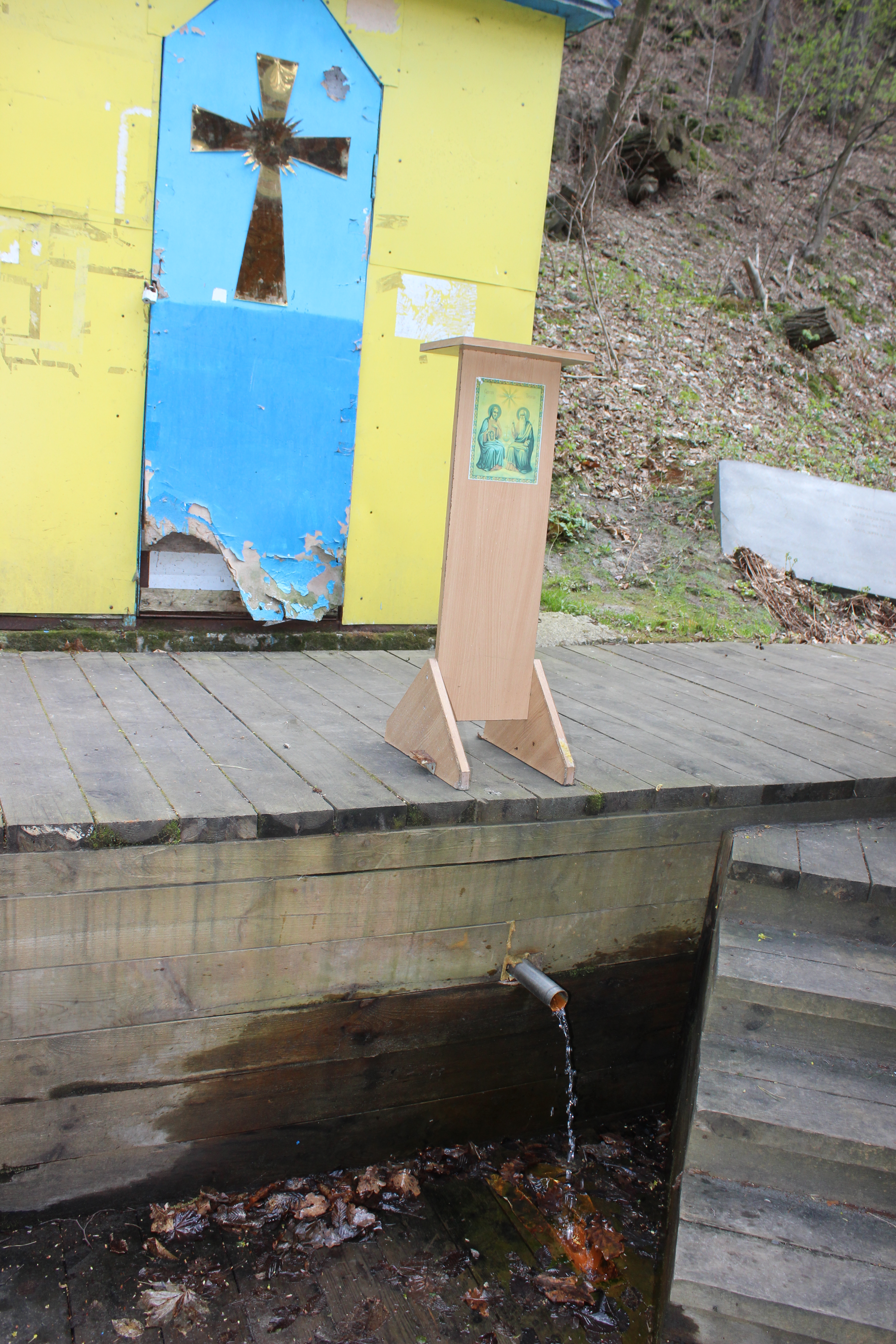
Джерело
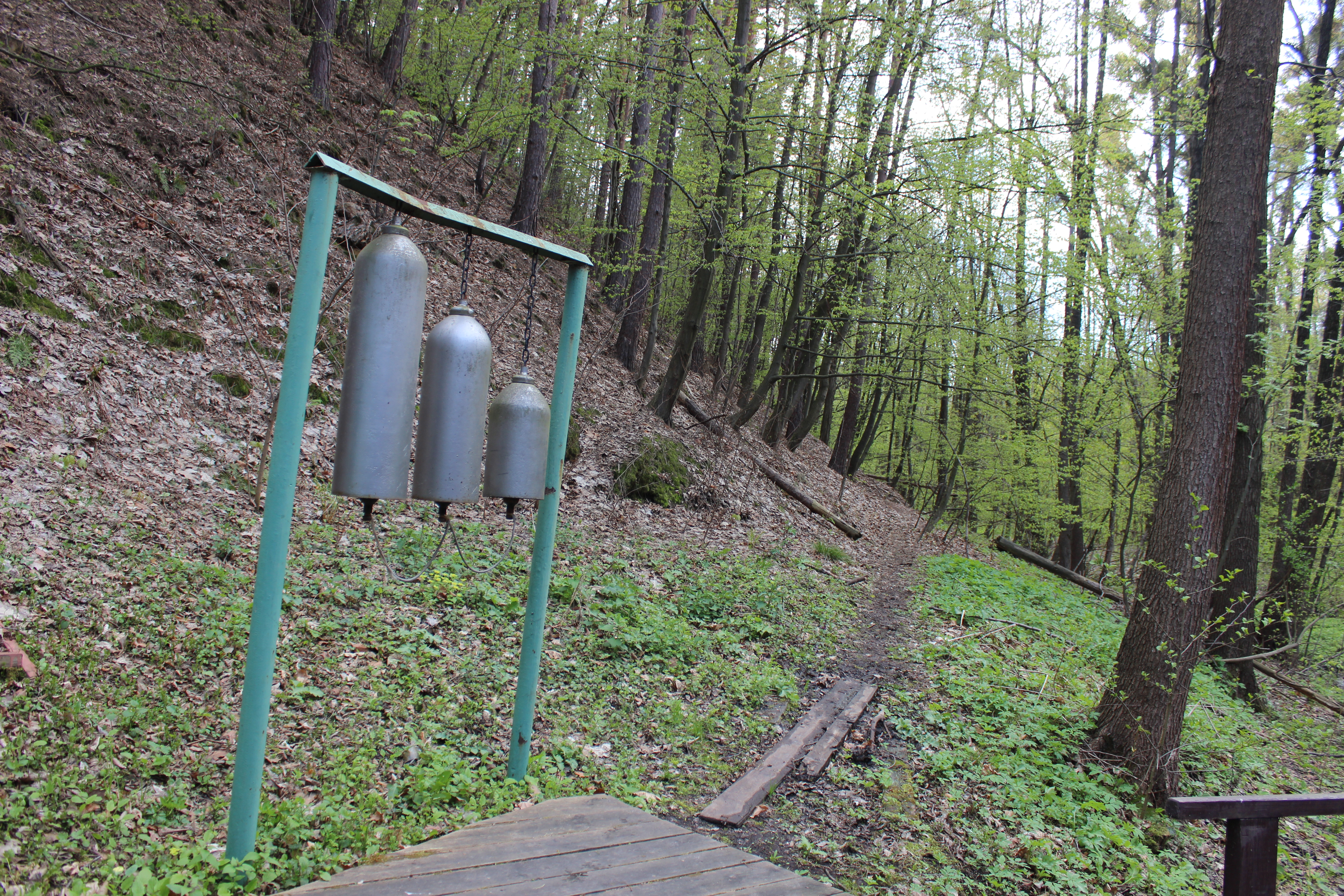
Дзвіниця
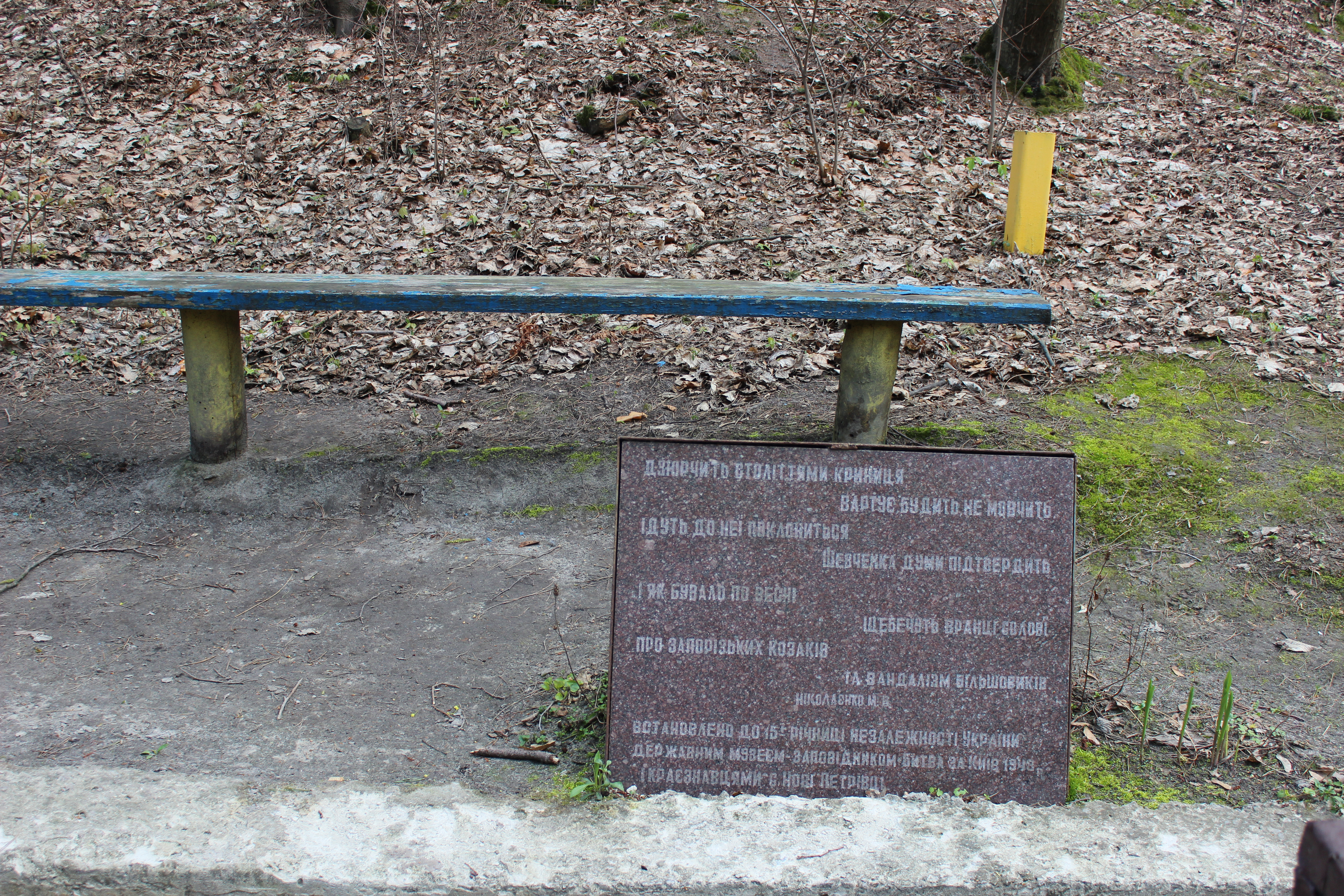
Пам'ятник до 15-ліття незалежності України
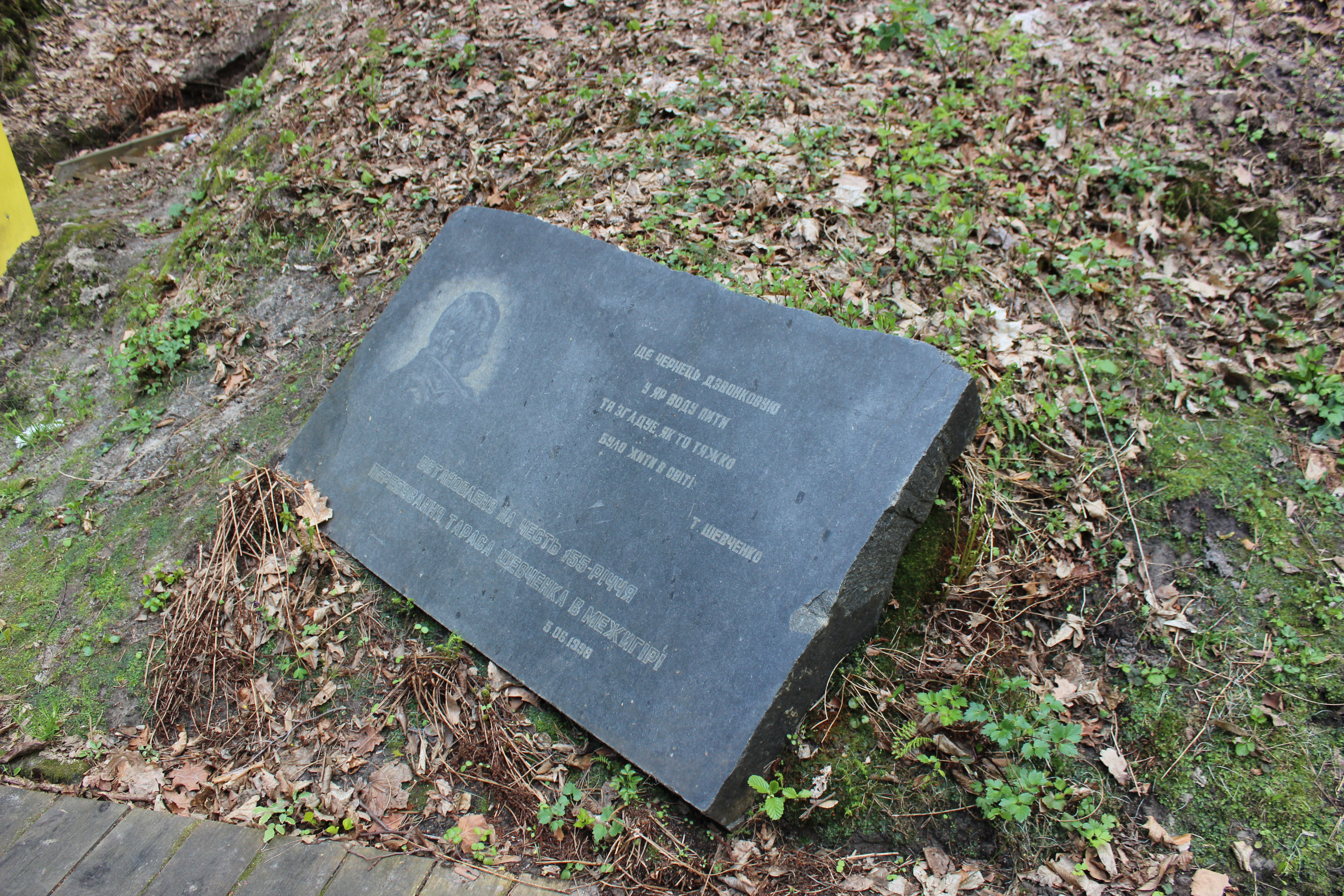
Пам'ятник на честь 155-ліття перебування Шевченка у Межигір'ї